# Hose (альбом)
Hose — одноимённый мини-альбом американского арт-нойз-коллектива Hose. В звучании коллектива заметно влияние со стороны творчества Flipper, что выражается в «грязном» и медленном звучании. Обложка альбома нарисована в стиле известной картины Tableau II художника Пита Мондриана.

## Музыка
Коллектив относят к арт-нойзу. Основной чертой музыки Hose являлось очень «грязное» и очень медленное звучание. Рик Рубин любил Flipper и их дебютный альбом 1981 года Generic Flipper, который вдохновил его. Flipper замедляли сверхбыстрый темп хардкора, разбивая каждую ноту. Данный мини-альбом содержит несколько кавер-версий на известные композиции (например, «Super Freak» Рика Джеймса), как раз замедленные до самого минимума. Стивен Блаш сравнивал коллектив с их вдохновителями, иногда называл клоном. Также он сравнил их с Public Image Ltd.
Дэн Чарнас описывает музыку данного коллектива как «сатирический, погребальный панк, записанный по дешёвке».

## Оформление и запись
Она была нарисована Риком Рубином, под влиянием творчества его любимого художника Пита Мондриана и его известной картины — Tableau II. По воспоминаним Майкла Эспиндла (один из бывших участников коллектива), Рубин использовал ударные и бас, чтобы «создать рамку» для песни, а также использовал вокал с гитарой, дабы «закрасить всё это», подобно толстым чёрным пересекающимся линиям и прямоугольникам, заполненными разными цветами в работе Мондриана.
Даже во время указывания участников записи, Рубин пытался всячески несоответствовать условностям. Например, вместо «vocal» он писал «Truth», а вместо «guitar» — «Screech».
На чёрно-жёлтой наклейке диска указано, что «этот полноформатник нужно громко играть на скорости 33⅓ оборотов в минуту».

## Список композиций
| №  | Название                             | Длительность |
| -- | ------------------------------------ | ------------ |
| 1. | «Only The Astronaut Knows The Truth» | 2:41         |
| 2. | «Dope Fiend»                         | 2:47         |

| №  | Название                                             | Длительность |
| -- | ---------------------------------------------------- | ------------ |
| 3. | «Super Freak» (кавер на композицию Рика Джеймса)     | 2:56         |
| 4. | «Fire» (кавер на композицию Ohio Players)            | 3:13         |
| 5. | «You Sexy Thing» (кавер на композицию Hot Chocolate) | 2:24         |

## Участники записи
Hose
- Рик Розен — вокал
- Рик Рубин — электрогитара, продюсирование, оформление альбома и его обложка
- Уоррен Белл — бас-гитара
- Джоэл Хорн — ударные

Дополнительный персонал
- Хоуи Вайнберг — мастеринг